# Lorens Marmstedt
Lorens Marmstedt, Sigfrid Lorenzo Marmstedt, tidigare Eriksson, född  29 oktober 1908 i Stockholm, död 4 april 1966 i Stockholm, var en svensk regissör, manusförfattare och filmproducent. 

## Biografi
Marmstedts far var från Bergsjö socken i Hälsingland och modern var italienska, född i Tunisien. Fadern var affärsman och drev företaget AB Medelhavskompaniet. Marmstedts intresse för film vaknade mycket tidigt; redan som 18-åring anställdes han av Svenska Dagbladet där han åren 1927–1931 skrev filmkritik under signaturen Siglon. 
Han debuterade som filmregissör 1932 med En stulen vals och gjorde ett tiotal filmer på 1930-talet.
Som regissör var han mindre framgångsrik. Hans mest kända film blev Kanske en diktare, en teatral filmatisering av Gösta Ekmans scenframgång. 
Marmstedt kom i stället att bli mest känd som producent. År 1938 grundade han AB Terrafilm som till att börja med fungerade som rent distributionsbolag med fransk film som specialitet, men inom kort lierade han sig med regissörerna Schamyl Bauman och Anders Henrikson samt ekonomiskt med Sandrewskoncernen som önskade förse sin biografkedja med svensk film.
Med filmatiseringen 1940 av Sigfrid Siwertz Ett brott lockade Marmstedt en etablerad, seriös författargeneration till filmen såsom Bertil Malmberg, Sven Stolpe, Dagmar Edqvist, Herbert Grevenius och Walter Ljungquist. De fick samarbeta med en helt ny regissörsgeneration – Hasse Ekman, Hampe Faustman och Ingmar Bergman – som Marmstedt gav stor frihet att själva utvecklas. 1940-talet blev Terrafilms och Hasse Ekmans storhetstid, som värdigt avslutades med filmen Flicka och hyacinter. AB Terrafilm fanns kvar till 1959, men även därefter producerade Marmstedt film. 
Utöver film producerade Marmstedt även revy och teater. Han drev Skansenteatern 1945–1959 och Intiman perioden 1949–1966. 
Marmstedt avled under inspelningen av Yngsjömordet 1966, sedan han strax dessförinnan knutits till AB Svensk Filmindustri som producent. Han är begravd på Norra begravningsplatsen utanför Stockholm.

### Privatliv
Marmstedt var gift fyra gånger, i tur och ordning med skådespelaren Astrid Carlson 1933–1937, skådespelaren Marie-Louise Sorbon 1937–1949, premiärdansösen Ellen Rasch 1950–1959 och skådespelaren Gio Petré 1962 till hans död. Han hade tillsammans med Gio Petré två barn som båda omkom i en husbrand i augusti 1969.

## Filmografi i urval

### Producent
- 1966 – Yngsjömordet
- 1965 – Nattmara
- 1965 – Kattorna
- 1964 – Bröllopsbesvär
- 1963 – Adam och Eva
- 1962 – Vaxdockan
- 1960 – Sommar och syndare
- 1959 – Lejon på stan
- 1957 – Räkna med bråk
- 1956 – Sceningång
- 1956 – Gorilla
- 1955 – Hoppsan!
- 1955 – Mord, lilla vän
- 1954 – Gula divisionen
- 1954 – Il Letto
- 1953 – Resan till dej
- 1953 – I dur och skur
- 1952 – Eldfågeln
- 1949 – Singoalla
- 1949 – Fängelse
- 1949 – Flickan från tredje raden
- 1948 – Lilla Märta kommer tillbaka
- 1948 – Musik i mörker
- 1947 – Brott i sol
- 1947 – Skepp till Indialand
- 1947 – Supé för två
- 1946 – I dödens väntrum
- 1946 – Det regnar på vår kärlek
- 1945 – Brott och Straff
- 1944 – Flickan och Djävulen
- 1944 – Som folk är mest
- 1944 – Excellensen
- 1944 – Vi behöver varann
- 1944 – Narkos
- 1943 – Sonja
- 1943 – Sjätte skottet
- 1943 – Kvinnor i fångenskap
- 1943 – Ombyte av tåg
- 1942 – General von Döbeln
- 1942 – Lyckan kommer
- 1942 – Lågor i dunklet
- 1941 – En kvinna ombord
- 1941 – Första divisionen (film)
- 1941 – Livet går vidare
- 1940 – Med dej i mina armar
- 1940 – Ett brott
- 1940 – Familjen Björck
- 1939 – Hennes lilla Majestät
- 1939 – Vi två
- 1934 – Oss baroner emellan
- 1938 – Vingar kring fyren
- 1936 – Rendezvous im Paradies
- 1936 – Skeppsbrutne Max
- 1935 – Äktenskapsleken
- 1934 – Atlantäventyret
- 1933 – Kanske en diktare
- 1933 – Hemslavinnor
- 1932 – Kärleksexpressen

### Regi
- 1956 – Gorilla
- 1936 – Flickorna på Uppåkra
- 1934 – Eva går ombord
- 1934 – Atlantäventyret
- 1933 – Kanske en diktare
- 1932 – Kärleksexpressen
- 1932 – En stulen vals

### Filmmanus
- 1934 – Atlantäventyret
- 1933 – Kanske en diktare